# Rencontres romandes du bois

Les Rencontres romandes du bois forment un événement biannuel sur plusieurs jours visant à la promotion de la filière forêt-bois en Suisse romande.

## Histoire
Les Rencontres romandes du bois démarrent en 2019 à Genève sous le nom de Woodrise Genève, sous l'impulsion de Claude Haegi, avec la thématique bois et art,.
En 2021, l'évènement porte sur le sujet bois et sport au sein du musée olympique de Lausanne,,,,, sous le parrainage de Christophe de Kepper.
En 2023, l'événement porte sur le thème bois et tourisme en Valais avec Thomas Egger,,.
Les événements sont portés par l'organisme faîtière de la filière Lignum qui a pour objectif de promouvoir les acteurs et leurs savoir-faire et ils sont financés par les collectivités publiques et des partenaires privés,.

## Temps forts
En 2021, les Rencontres romandes du bois à Lausanne accueillent de nombreux visiteurs professionnels et intègrent une journée ouverte au public avec des activités ludiques pour les familles,.
En 2023, les Rencontres romandes du bois en Valais organisent une journée de visites de 17 lieux en lien avec le tourisme. Dans ce cadre, le Château de Sion et la Basilique de Valère ouvrent leurs portes pour expliquer les enjeux de préservation et de restauration du patrimoine,, et aussi des sites comme lac de la Moubra à Crans-Montana ou le Tramelan dans le Jura-bernois.

## Galerie

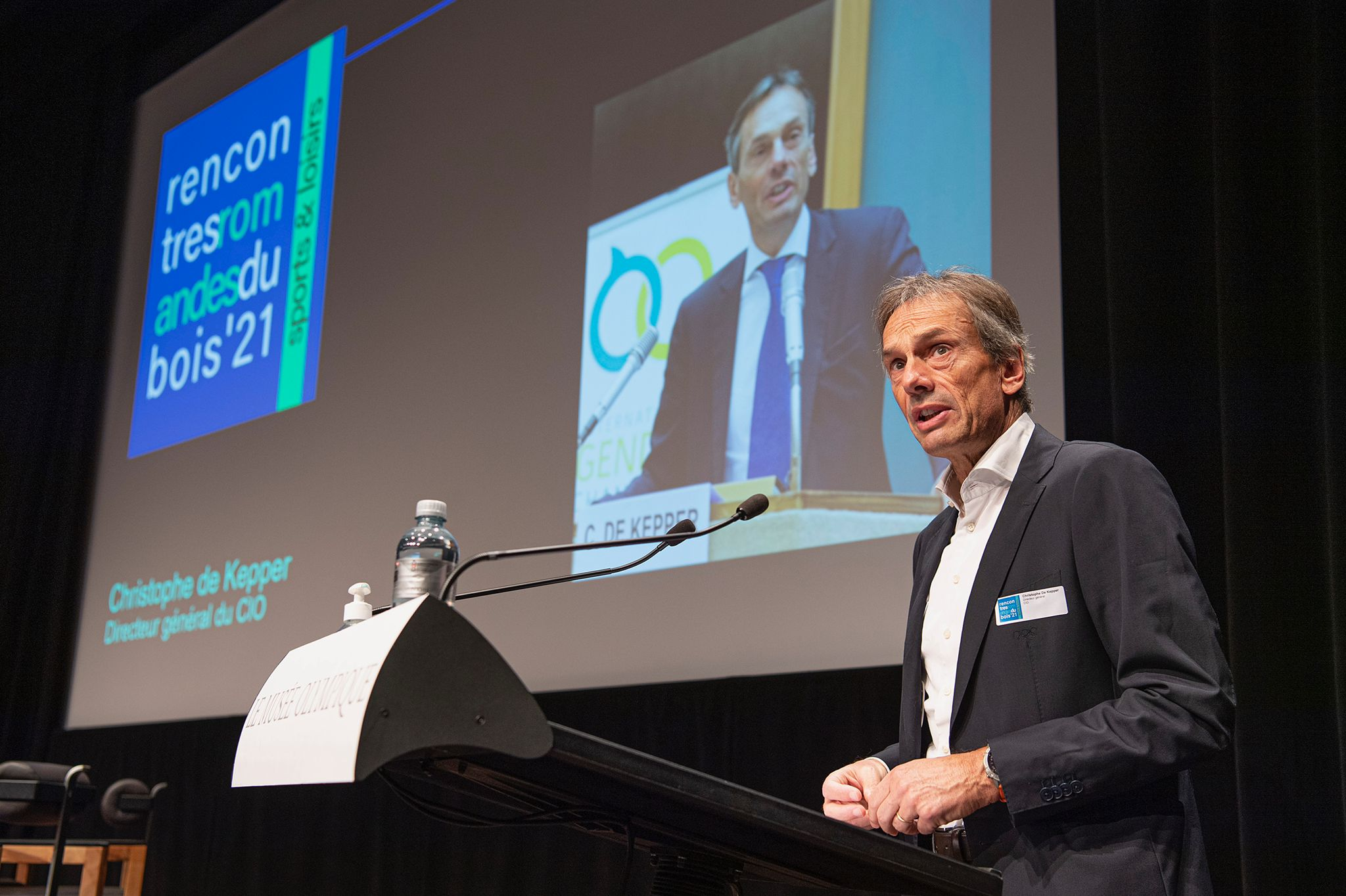
Ouverture par Christophe De Kepper
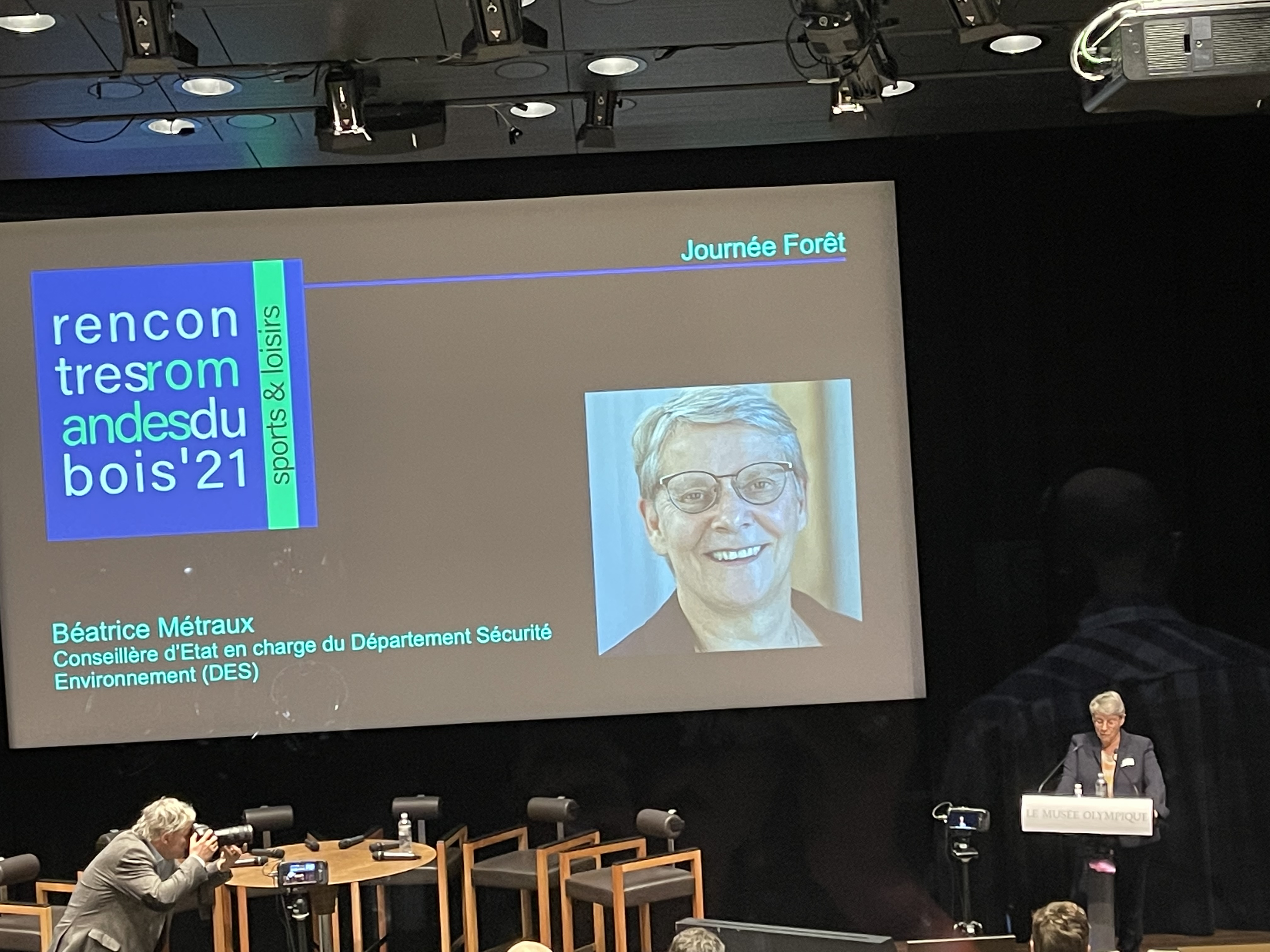
Accueil par Béatrice Métraux
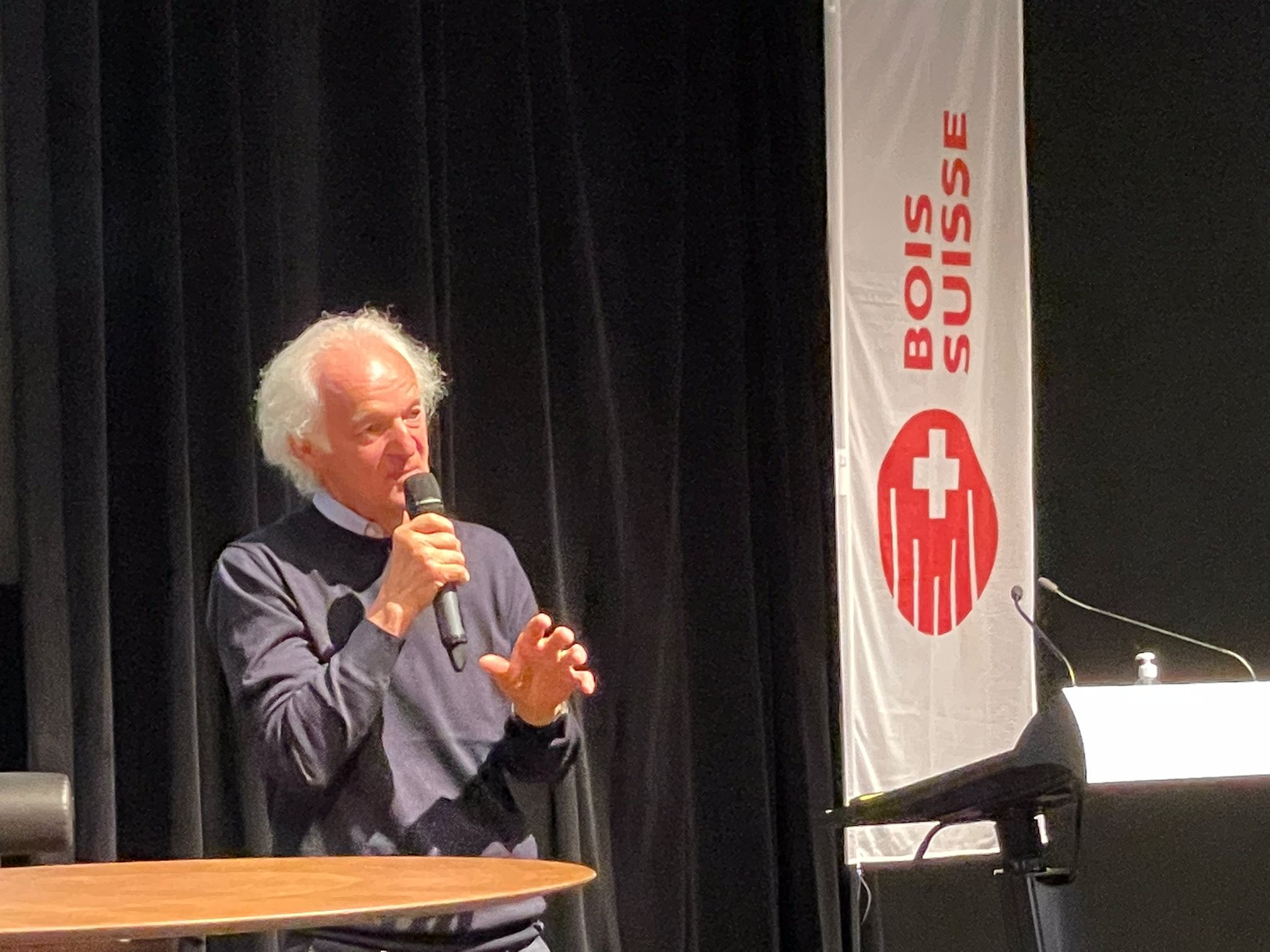
Intervention de Ernst Zürcher
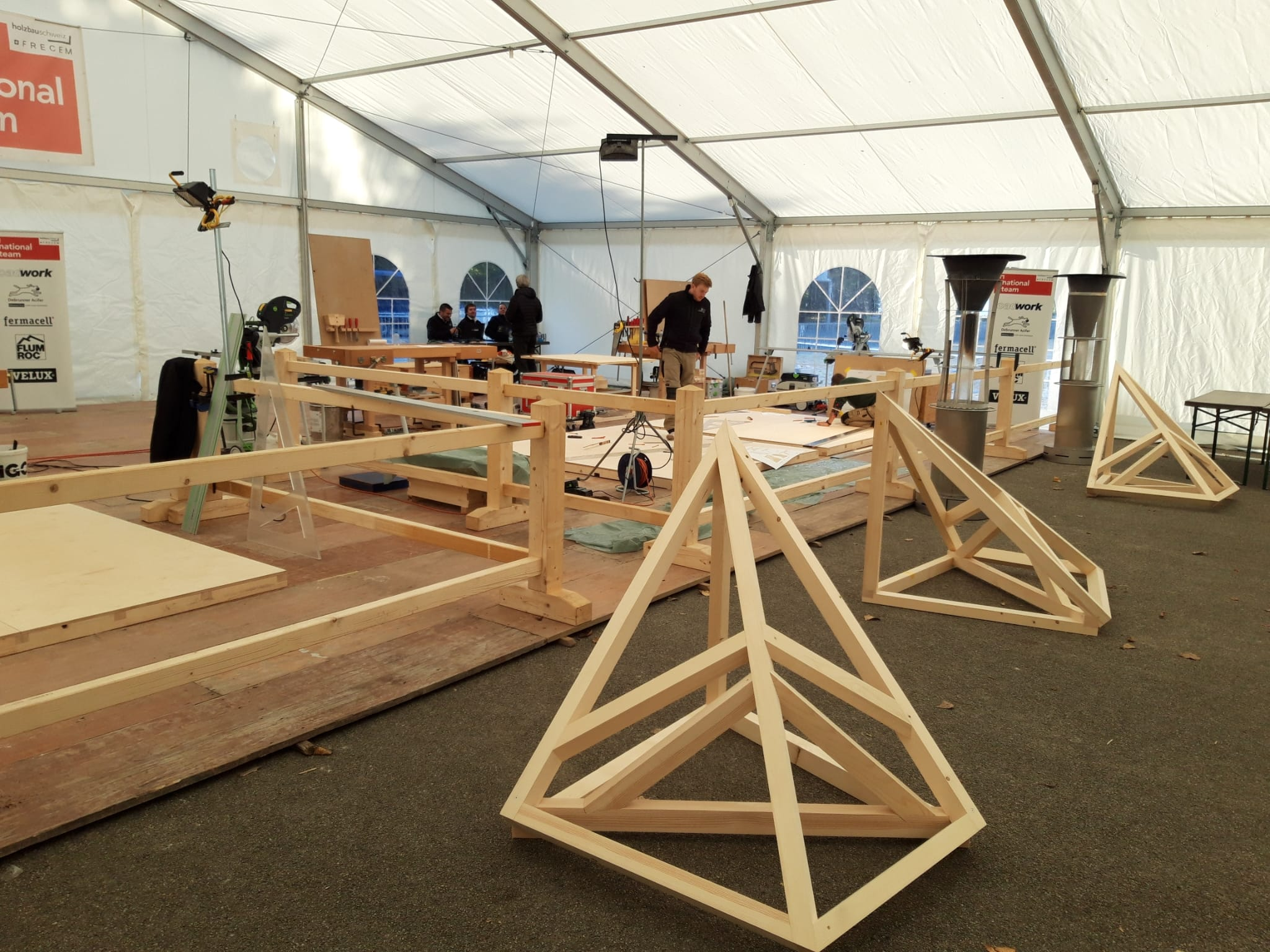
Concours des swissskills charpentiers-menuisiers lors des RRB21
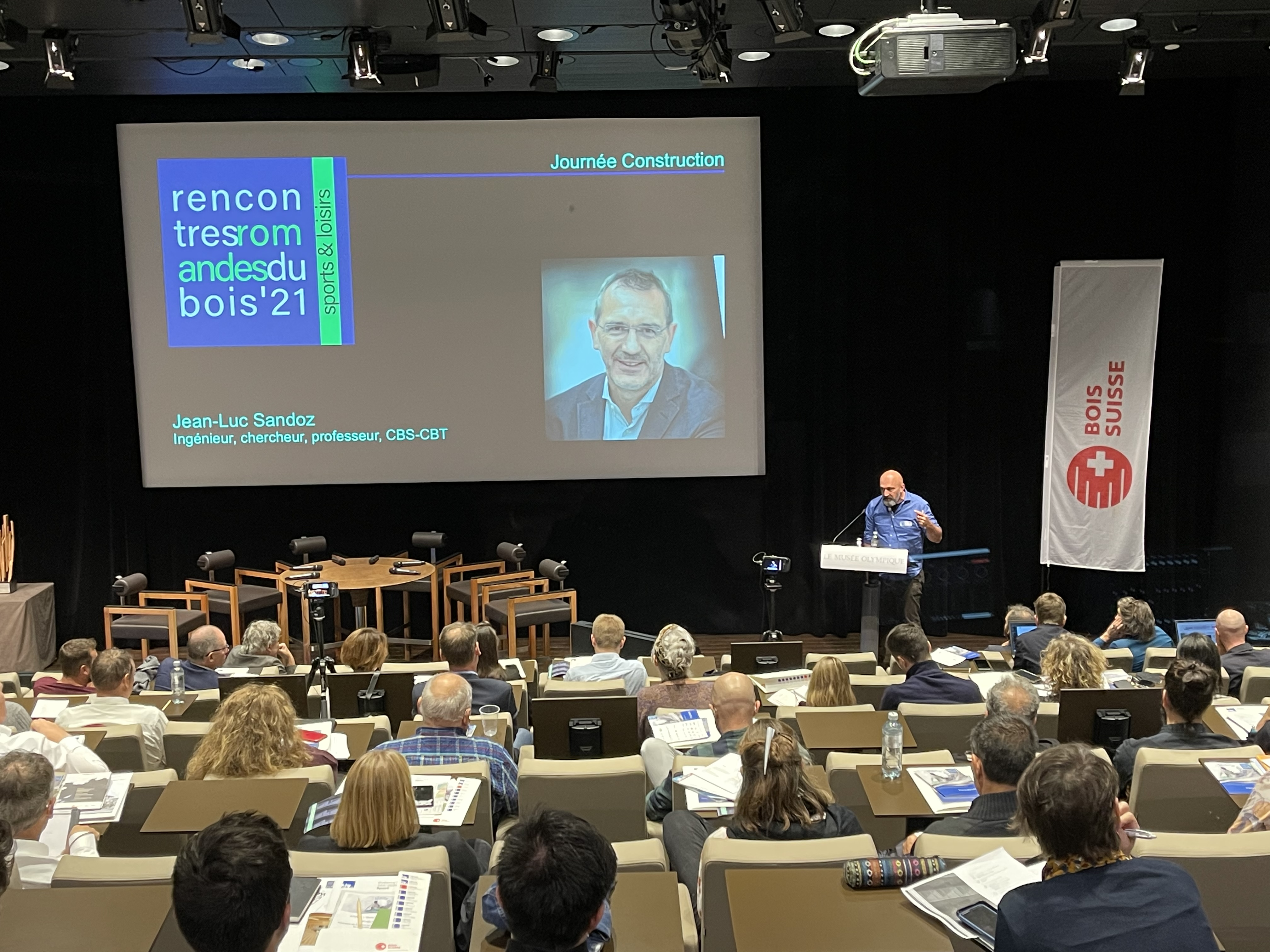
Intervention de Jean-Luc Sandoz